# Eeyorius hutchinsi
Eeyorius hutchinsi är en fiskart som beskrevs av Paulin, 1986. Eeyorius hutchinsi ingår i släktet Eeyorius och familjen Moridae. Inga underarter finns listade i Catalogue of Life.